# Campbell River
 (février 2017).
Si vous disposez d'ouvrages ou d'articles de référence ou si vous connaissez des sites web de qualité traitant du thème abordé ici, merci de compléter l'article en donnant les références utiles à sa vérifiabilité et en les liant à la section « Notes et références ».
Campbell River est une ville canadienne de la Colombie-Britannique située sur la côte est de l'île de Vancouver dans le district régional de Strathcona. Sa population dépasse 35 000 habitants.

## Situation
Située à 266 km de la capitale provinciale Victoria, Campbell River est une ville à dominante ouvrière réputée pour ses élevages de saumons et l'exploitation de la pâte à papier[réf. nécessaire].

## Démographie
En tant que localité désignée dans le recensement de 2011, Campbell River a une population de 31 186 habitants dans 13 423 de ses 14 281 logements, soit une variation de 5,5% par rapport à la population de 2006. Avec une superficie de 143,12 km2, cette ville possède une densité de population de 217,9 hab/km2 en 2011.
Concernant le recensement de 2006, Campbell River abritait 29 572 habitants dans 12 226 de ses 12 817 logements. Avec une superficie de 143,48 km2, cette ville possédait une densité de population de 206,1 hab/km2 en 2006.
| 1991   | 1996   | 2001   | 2006   | 2011   |
| ------ | ------ | ------ | ------ | ------ |
| 25 259 | 28 851 | 28 276 | 29 572 | 31 186 |

| 2016   | 2021   | - | - | - |
| ------ | ------ | - | - | - |
| 33 007 | 35 519 | - | - | - |

## Économie

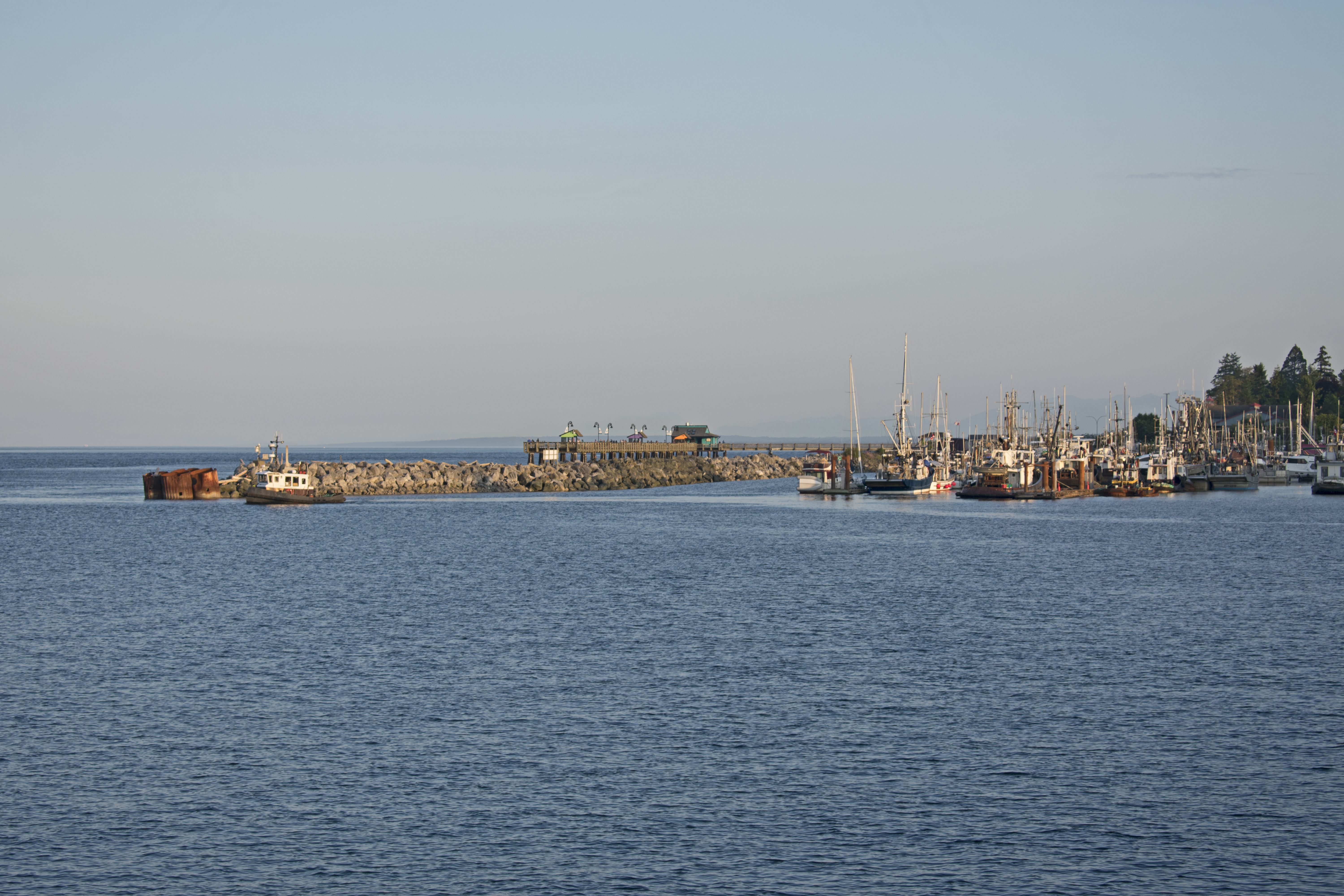
Port de plaisance et quai des pêcheurs.

Campbell River a une variété qd'industries en croissance constante qui améliorent la communauté maritime. En 2012, les entreprises sont plus orientée vers l'aquaculture, l'agroalimentaire, le développement de l'énergie propre, la construction, les industries créatives, les industries forestières, les soins de santé, l'éducation internationale, l'exploitation minière, la technologie et le tourisme. Les petites entreprises existantes, y compris ceux à l'étape de planification de la relève ainsi que de nouvelles créations d'entreprises ont un potentiel de croissance important.Les entreprises de Campbell River présentent des possibilités de commercialiser l'auto-emploi pour les jeunes, les immigrants provenant d'autres régions du Canada et de l'international[réf. nécessaire].